# Mezquita del Imam Jomeini
La Mezquita del Imam Jomeini (en idioma persa: ), es una mezquita también conocida como la Mezquita del Imán, situada en Isfahán, fue construida safaví Shah Abbas I, entre los años 1612 y 1630. La Mezquita del Shah está situada en el lado sur de la plaza de Naghsh-i Jahan.
La mezquita fue construida durante el periodo de la dinastía safávida. Es un ejemplo excelente de la arquitectura islámica de Irán, siendo considerada como la obra maestra de la arquitectura persa. Su construcción comenzó en 1611, y su esplendor se debe principalmente a la belleza de sus mosaicos de siete colores y de las inscripciones caligráficas.
La mezquita se representa en el reverso del billete de 20,000 rials iraníes. Está registrada, junto con la plaza de Naghsh-i Jahan, como Patrimonio de la Humanidad por la UNESCO.

## Historia

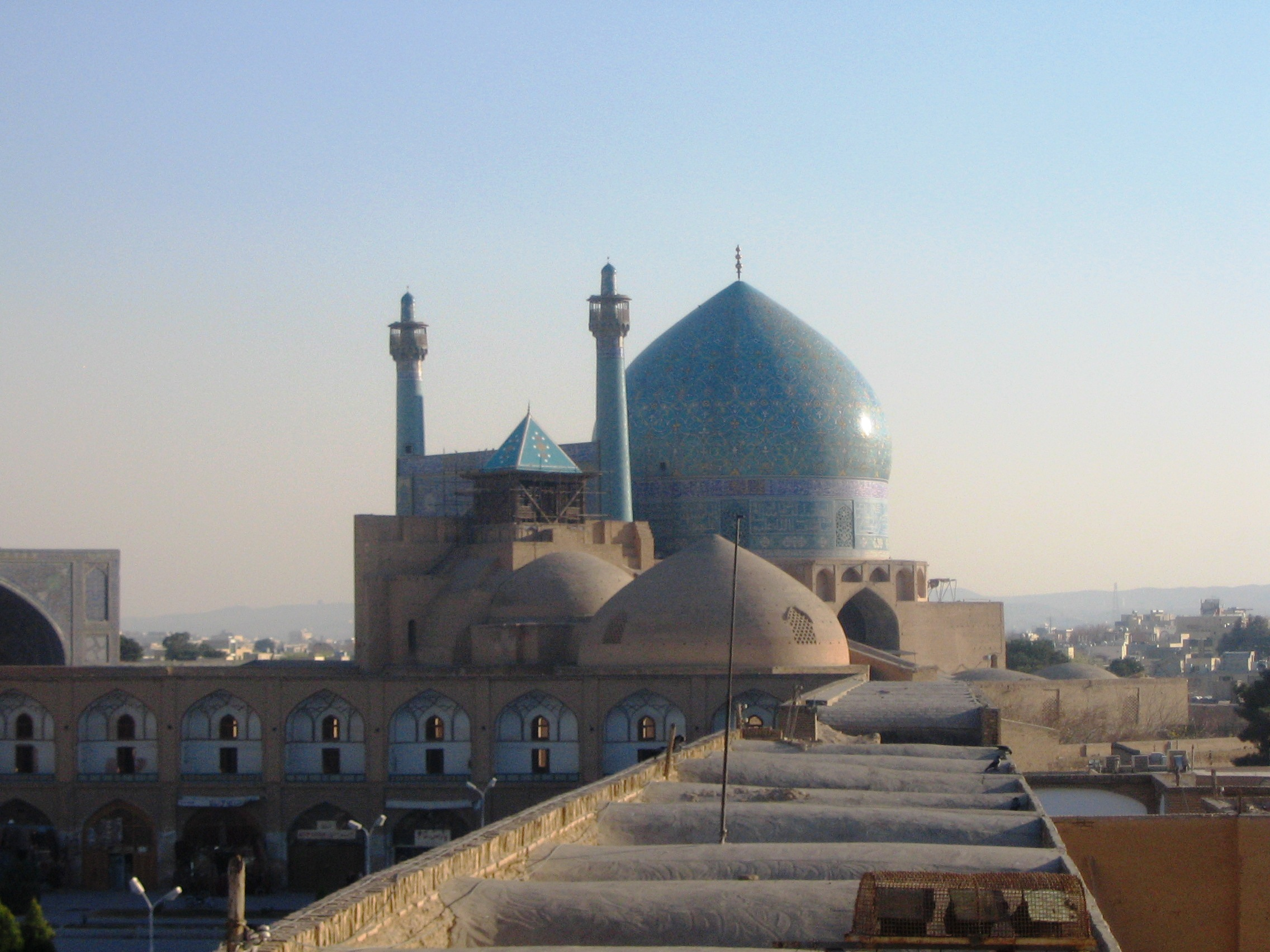
Vista exterior de la mezquita.

En 1598, cuando Abás el Grande decidió trasladar la capital de su imperio persa desde la ciudad norte occidental de Qazvin a la ciudad central de Isfahán, inició lo que se convertiría en uno de los programas más grandes de la historia persa; la remodelación completa de esta antigua ciudad. Al elegir la ciudad central de Isfahán, fecundada por el río Zayandeh («dador de vida»), yace como un oasis de intenso cultivo en medio de una vasta extensión de paisaje árido, Abás distanció su capital de cualquier ataque futuro para el rival del arco vecino de Irán, los otomanos, y al mismo tiempo ganó más control sobre el Golfo Pérsico, que se había convertido en una importante ruta comercial para las compañías neerlandesas e inglesas de la India Oriental.
El arquitecto principal de esta colosal tarea de planificación urbana fue Shaykh Bahai (Baha 'ad-Din al-`Amili), quien enfocó el programa en dos características clave del plan maestro de Sha Abás: el Bulevar Chaharbagh de Isfahán, flanqueado a ambos lados por todas las instituciones prominentes de la ciudad, como las residencias de todos los dignatarios extranjeros, y la Plaza Naqsh-e Jahan («Ejemplar del Mundo»). Antes de la ascensión al poder del Sha, Persia tenía una estructura de poder descentralizada, en la que diferentes instituciones luchaban por el poder, incluidos los militares y gobernadores de las diferentes provincias que componen el imperio. El Sha Abás quería socavar esta estructura política, y la recreación de Isfahán, como una gran capital de Persia, esto supuso un paso importante para centralizar el poder. El ingenio de la plaza, o Maidān, era que, al construirla, Abás el Grande, reuniría los tres componentes principales del poder en Persia en su propio patio; el poder del clero, representado por el Masjed-e Shah, el poder de los mercaderes, representado por el Bazar Imperial y, por supuesto, el poder del propio Sha, que residía en el Palacio de Ali Qapu.

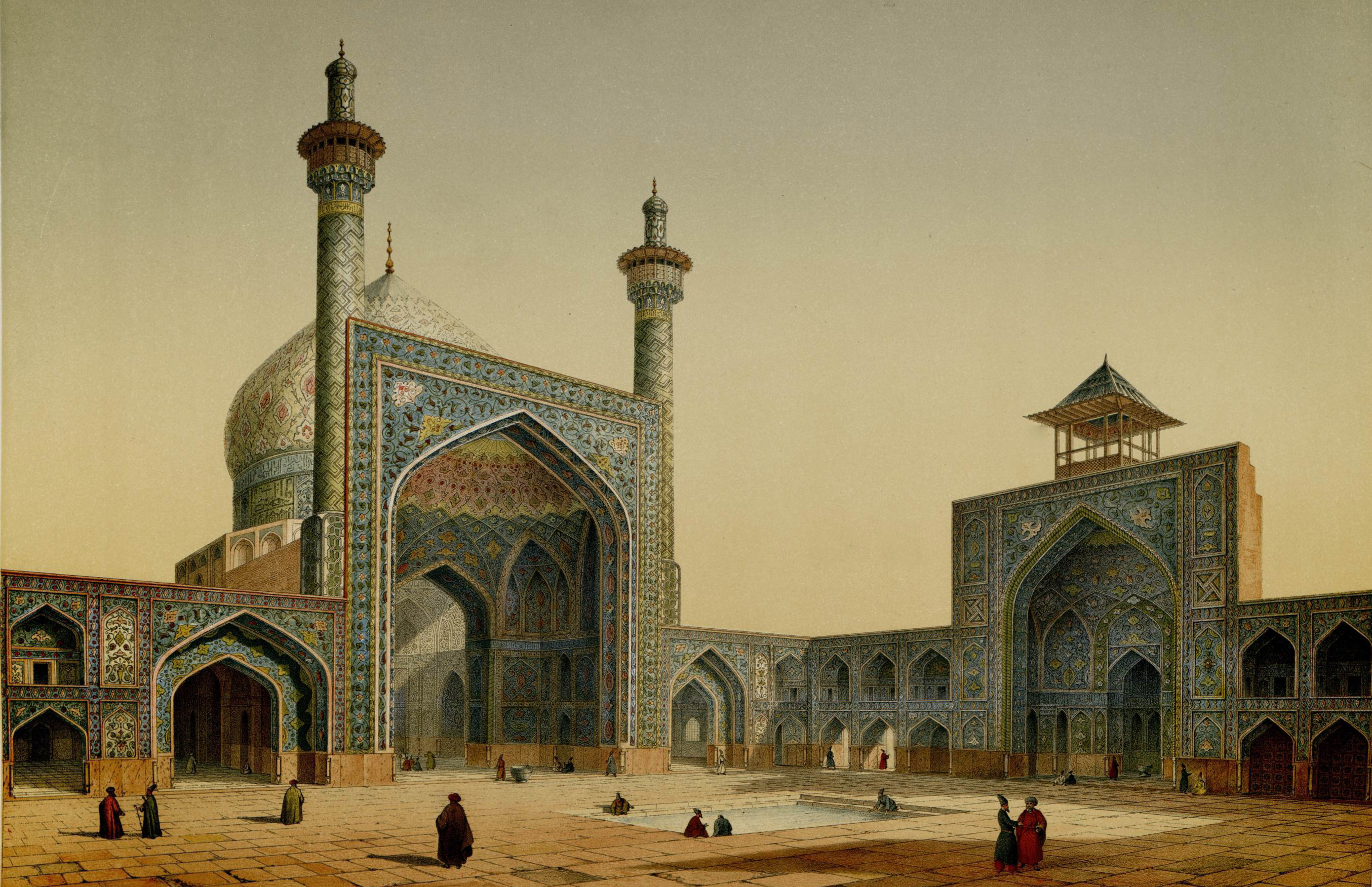
Pintura realizada por Pascal Coste, en su visita a Persia en 1841.

La joya de la corona en este proyecto fue la Masjed i Shah, que reemplazaría a la antigua Mezquita Jameh en la realización de las oraciones del viernes. Para lograr esto, la Mezquita del Imam Jomeini fue construida no solo con una visión de grandeza, sino también con la cúpula más grande de la ciudad, pero Shaykh Bahai también planeó la construcción de dos escuelas religiosas y una mezquita de invierno a ambos lados. Debido al deseo del Sha de tener el edificio completado durante su vida, se tomaron atajos en la construcción; por ejemplo, el Sha ignoró las advertencias de uno de los arquitectos Abu'l Qāsim, sobre el peligro de hundimiento de los cimientos de la mezquita, y siguió adelante con la construcción. El arquitecto demostró que sus dudas eran justificadas, ya que en 1662 el edificio tuvo que someterse a grandes reparaciones.

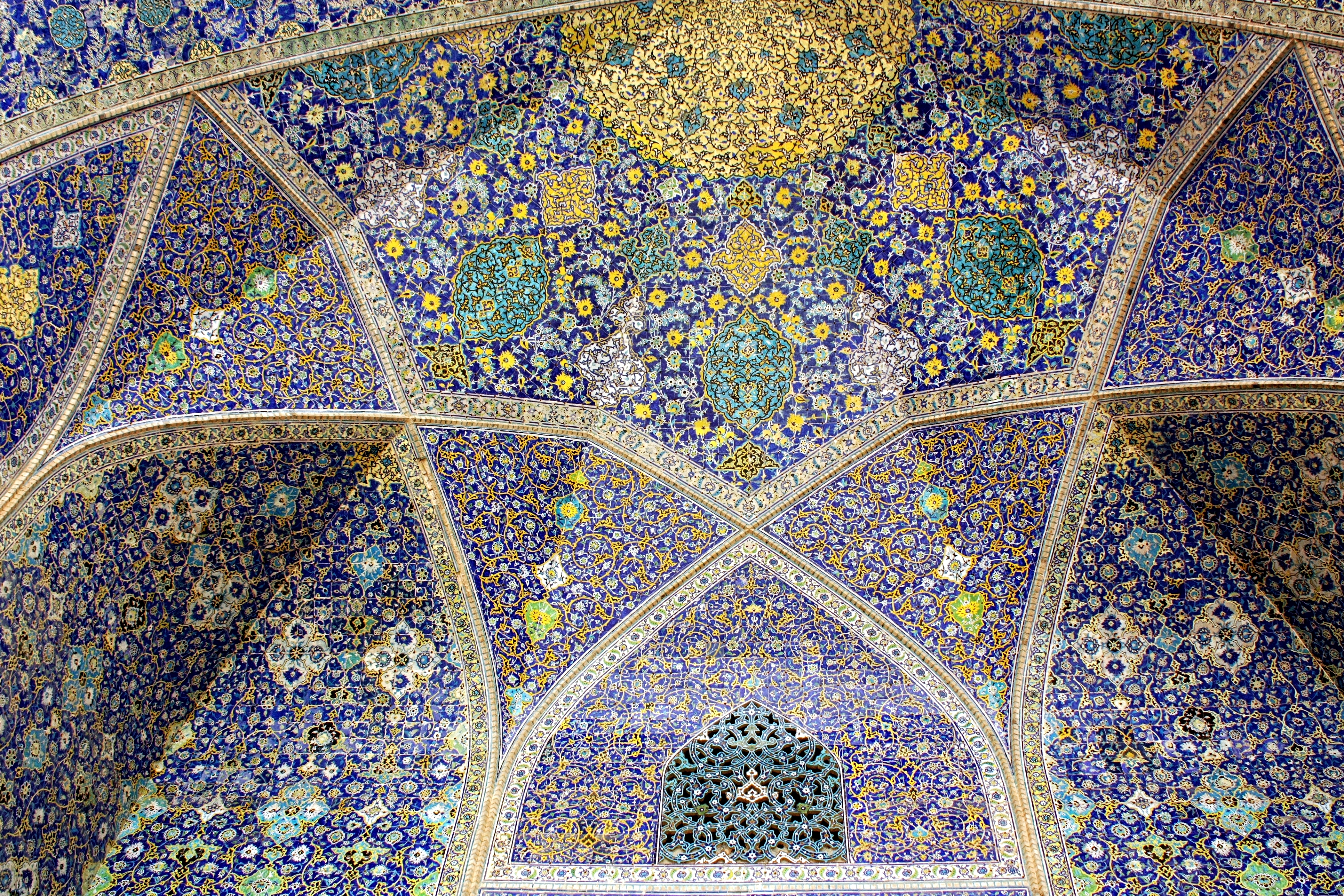
Decoración con mosaico de azulejos.

Además, los persas inventaron un nuevo estilo de mosaico de azulejos («el de siete colores») que era más barato y más rápido, y que finalmente aceleró la construcción. Este trabajo fue magistralmente realizado por algunos de los mejores artesanos del país, y  supervisado por el maestro calígrafo, Reza Abbasi. Al final, los toques finales de la mezquita se realizaron el año 1629, pocos meses después de la muerte del Sha.
Muchos historiadores se han preguntado sobre la peculiar de la orientación de la Plaza de Naqsh-e Yahán. A diferencia de la mayoría de los edificios de importancia, esta plaza no se encontraba en alineación con La Meca, de modo que al entrar al portal de entrada de la mezquita, se hace, casi sin darse cuenta, el giro a la derecha, lo que permite estar cara a cara La meca. El arquitecto Donald Wilberd da la explicación más plausible a esto; la visión de Shaykh Bahai era que la mezquita fuera visible desde dondequiera que se ubicara en la plaza. Si el eje de la plaza hubiera coincidido con el eje de La Meca, la cúpula de la mezquita habría sido ocultada desde la vista por el portal de entrada que la llevaba a ella. Al crear un ángulo entre ellas, las dos partes del edificio, el portal de entrada y la cúpula, están en perfecta vista para que todos dentro de la plaza lo admiren.